# Ideiglenes Nemzetgyűlés Politikai Bizottsága
Az Ideiglenes Nemzetgyűlés tulajdonképpen nem ülésezett, így az Ideiglenes Nemzetgyűlés Politikai Bizottsága látta el, felhatalmazás nélkül kezébe véve azoknak a jogköröknek jórészét, amelyek a nemzetgyűlést kellett volna, hogy megillessék. Ez nevezte ki a nemzetgyűlés bizottságait is (az Alkotmányjogi, Földbirtok-politikai, Gazdasági, Mentelmi és Véderő Bizottságokat). A Politikai Bizottság elnöke az Ideiglenes Nemzetgyűlés elnöke volt. A Bizottság összetétele azonban a politikai erőviszonyoknak megfelelően változott. Önmagát „kis nemzetgyűlésnek, szuverén nemzetgyűlést helyettesítő szervnek” tartotta 1944. december 26-tól 1945. szeptember 6-ig . hatalmazást adott az ország ügyeinek vitelére. 
Az Ideiglenes Nemzetgyűlés Politikai Bizottsága hét ízben ülésezett. 1945. január 26-án és március 12-én Debrecenben, majd május 11-én, június 1-én, július 21-én, szeptember 27-én és november 15-én Budapesten. Napirendjén több jelentős kérdés szerepelt és több fontos kérdésben intézkedett. Az Ideiglenes Nemzeti Kormánnyal együtt felállította a Nemzeti Főtanácsot (mint államfői testületet) és szabályozta a népbíráskodással kapcsolatos kegyelmezési jog gyakorlását.

## Eredete
Az Ideiglenes Nemzetgyűlés Politikai Bizottságának az eredete visszanyúlik az 1931: XXVI. törvénycikkel létrehozott 33 tagú országos bizottsághoz-33-as bizottság, illetve az 1941: XI. törvénycikkel 42 tagúra bővített Országos Bizottsághoz. Az ún. 33-as, illetve 42-es bizottság hatáskörébe tartozott az országgyűlés ellenőrzési jogának gyakorlása, közelebbről az, hogy a gazdasági és hitelélet rendjének, továbbá az államháztartás egyensúlyának" biztosításával kapcsolatos minisztériumi felhatalmazás alapján tervbe vett intézkedés helyességét és célszerűségét megvizsgálja és arra vonatkozólag véleményét nyilvánítsa (...) a minisztérium által bejelentett intézkedések körén túl is figyelmeztetheti úgy a minisztériumot, mint az országgyűlést a jelen törvény végrehajtása során tapasztalt hiányokra, javaslatokat tehet úgy a minisztériumnak mint az országgyűlésnek a jelen törvény végrehajtása körében kívánatos és célszerű intézkedésekre, végül javasolhatja az országgyűlésnek a jelen törvény végre-hajtása körében a minisztérium felelősségre vonását." A 33-as, illetve a 42-es bizottság az országgyűlés elnapolása miatt, valamint annak esetleges feloszlatása után is működött,egészen addig, amíg az új országgyűlés nem intézkedik.

## Megalakítása
Az Ideiglenes Nemzetgyűlés december 21-én Debrecenben, a Református Kollégium oratóriumtermében ült össze, hogy „legyen, aki a magyar nép, a magyar nemzet, a magyar állam nevében cselekszik”.. A testületnek ekkor még csak 230 tagja volt, közülük 39% a kommunista, 24% a kisgazda, 28% a szociáldemokrata, 7% a parasztpárt, míg 5-5% a polgári demokraták, illetve a pártonkívüliek közül került ki. A testület Zsedényi Béla jogtudóst választotta elnökévé és csonka voltára hivatkozva, törvények helyett csak határozatok hozatalára nyilvánította magát jogosultnak. 
Az Ideiglenes Nemzetgyűlés még aznap létrehozta a 23 tagú Politikai Bizottságot. Tagjai a különböző pártokból vegyesen kerültek ki: öten a Független Kisgazda és Földmunkás Polgári Párt, négyen-négyen a Magyar Kommunista Párt és a Magyarországi Szociáldemokrata Párt, hárman a Nemzeti Paraszt Párt, ketten a Polgári Demokrata Párt tagjai voltak, öten pedig pártonkívüliek. Így ez a testület a Debrecenben összegyűlt képviselők 10 %-ából jött létre, de pártmegoszlása közelebb állt a kormányéhoz[vagyis erös kommunista befolyás alatt volt], mint a csonka nemzetgyűléséhez. Jogköre kiterjedt a kormány ellenőrzésére, átalakítására és parlamenti szakbizottságok létrehozására is.

## Tagjai
A koalíciós összetételű Politikai Bizottságban 5 kisgazdapárti (Balogh István, Gyöngyösi János, Őry István, Váczy József, Vásáry István), 4-4 kommunista és szociáldemokrata párti (Gerő Ernő, Nagy Imre, Révai József, Schimmer István, illetve Kovács János, Németh István, Pozsgay Gyula, Valentiny Ágoston), 3 nemzeti parasztpárti (Erdei Ferenc, Nagy Zoltán, Szula András), 2 polgári demokrata párti (Molnár Kálmán, Őrley Zoltán) és 5 pártonkívüli (Bánáss László, Miklós Béla, Juhász Nagy Sándor, Révész Imre, Zsedényi Béla) képviselő volt. Elnöke Zsedényi Béla lett.
Az Ideiglenes Nemzetgyűlés 1945. szeptember 6-i, budapesti ülésén a Politikai Bizottság újjáalakult az augusztus 31-i „pártközi pártvezetői értekezleten történt megállapodásnak megfelelően". PB jelentett a korábbi 23 fő helyett 31 taggal, de a tagság jelentős részének a lecserélését is.
Az immár „teljes" Ideiglenes Nemzetgyűlés „teljes" Politikai Bizottságában az MKP-nak és szövetségeseinek lényegesen növekedett a befolyása a korábbi PB-hez képest. A Politikai Bizottságban az MKP-SZDP-FKgP 6-6, az NPP-PDP 3-3, a szabad szakszervezet 2 és a pártonkívüliek 5 fővel képviseltették magukat. Az új PB-ből kimaradt Nagy Imre, Schimmer István (MKP), Kovács János, Németh István, Pozsgay Gyula, Valentiny Ágoston (SZDP), Erdei Ferenc,Nagy Zoltán, Szula András (NPP), Balogh István, Gyöngyösi János, Őry István, Váczy József, Vásáry István (FKgP), Bánáss László, Révész Imre (PKV). Változatlanul a PB tagja maradt Gerő Ernő, Révai József (MKP) és Molnár Kálmán, Őrley Zoltán (PDP). Most már valamennyi párt és politikai irányzat e bizottságban vonultatta fel vezető politikai személyiségeit. Új tagja lett Farkas Mihály, Kádár János, Rajk László, Rákosi Mátyás (MKP), Faragó László, Kéthly Anna, Kisházi Ödön, Szakasits Árpád, Szeder Ferenc, Takács Ferenc (SZDP), B. Farkas Ferenc, Kovács Imre, Sz. Szabó Pál (NPP), Dobi István, Kovács Béla, Nagy Ferenc, Sulyok Dezső, Tildy Zoltán, Varga Béla (FKgP), Szent-Iványi Sándor (PDP), Kossa István, Pintér János (szsz), Szent-Györgyi Albert (pkv). A pártonkívüliek arányát növelte, hogy a Politikai Bizottságnak hivatalból változatlanul tagjai lettek Zsedényi Béla (a PB elnöke), Juhász Nagy Sándor, Sántha Kálmán és Dálnoki Miklós Béla. Az Ideiglenes Nemzetgyűlés Politikai Bizottságának összetétele arra enged következtetni, hogy e bizottságnak a korábbinál is jóval nagyobb politikai szerepet szántak. Tevékenységének politikai jelentősége tovább nőtt, s a hatalmi-pártpolitikai csatározások egyik elsőrendű fórumává vált, a parlament szerepe pedig ezzel tovább csökkent.

## Működése 1945 őszétől
1945 őszén módosult létszáma és összetétele is. Már 31 tagból állt, melybe 6-6 képviselőt küldhetett a kisgazda, a kommunista és a szociáldemokrata párt, 3-3 képviselőt a polgári demokraták és a paraszt-párt, két főt a szakszervezetek és ötöt a pártonkívüliek. Valamint ekkor már a pártok legfontosabb tagjaikat delegálták ide, mivel itt születtek a fontos döntések. Továbbra is születtek itt döntések a következő években is, bár nem egyértelmű, hogy itt párton belüli PB-ról van-e szó.

## Törvényi megalapozása
Az 1945. évi XI. törvénycikk az államhatalom gyakorlásának ideiglenes rendezéséről. 4. § A Nemzetgyűlés tagjai sorából 36 tagú politikai bizottságot választ. A politikai bizottság hatáskörébe tartozik fontos politikai döntések előkészítése, úgyszintén a jelen törvény és más jogszabályok szerint ráruházott egyéb feladatok ellátása.
9. § (1) A miniszterelnököt a politikai bizottság kétharmad többségű határozata, ilyen hiányában pedig a Nemzetgyűlés határozata alapján a Nemzeti Főtanács nevezi ki és menti fel. Az 1945. évi II. tc. 1. §-ának (4) bekezdése hatályát veszti